# Canmi Dios canqui

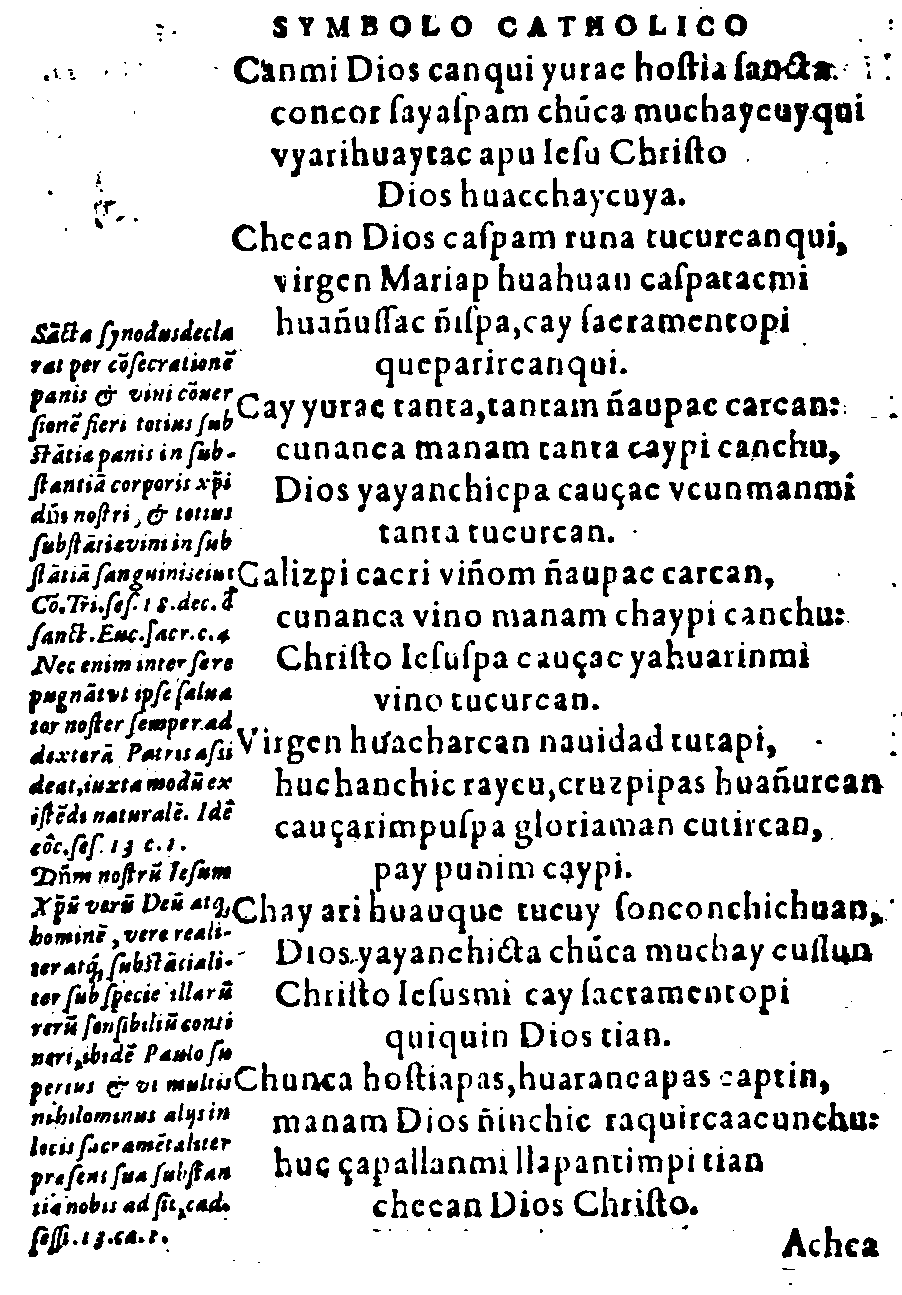
Primera parte de Canmi Dios canqui en el Symbolo Catholico Indiano, Lima 1598, de L.J. de Oré

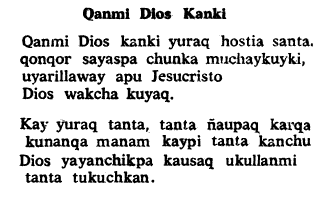
Dos estrofas en ortografía modernizada (Qanmi Dios kanki, quechua ayacuchano, edición de 1976

Canmi Dios canqui, también Ccanmi Dios canqui, en ortografía moderna Qanmi Dios kanki (Kanmi Dios Kanki en quichua norteño, Tú eres Dios en español) es una canción litúrgica católica cuyo texto fue escrito en quechua clásico por el sacerdote franciscano Luis Jerónimo de Oré y publicado en Lima en 1598 en el Symbolo Catholico Indiano. Hoy es una de las canciones católicas en quechua más conocidas.

## Historia
La canción con el título Canmi Dios canqui es parte del quinto cántico, dedicado a la Eucaristía, en el Symbolo Catholico Indiano, escrito por Luis Jerónimo de Oré y publicado en Lima en 1598.
Esta canción de origen colonial fue publicada en el Perú en varios catecismos católicos de los siglos XIX y XX bajo el título Ccanmi Dios Canqui en quechua sureño (o, más exacto, en los idiomas quechua cuzqueño y quechua ayacuchano) o como Qanmi Dios kanki en quechua cuzqueño.
En el departamento de Áncash, fue recopilada en un cancionero en 1940 por Santiago Márquez Zorrilla en idioma quechua ancashino durante su misión en Chacas en la década de 1940 y adaptada por el sacerdote italiano Ugo de Censi en 1980, durante su misión apostólica como párroco de Chacas. Esta versión se canta durante la consagración de la hostia y el vino en la Santa Misa en Chacas, San Luis y Huari.
Hay una melodía cantada en varias localidades donde se habla quechua sureño (ayacuchano y cuzqueño: Huancavelica, Apurímac, Cusco) mientras que en Áncash se canta una melodía diferente.

## Letra
| Texto original 1° Canmi Dios canqui yurac hostia sancta, concor sayaspam chunca muchaycuyqui, vyarihuaytac apu Iesu Christo, Dios huacchaycuya. 2° Checan Dios caspam runa tucurcanqui, virgen Mariap huahuan caspatacmi, huañussac ñispa, cay sacramentopi, queparircanqui. 3° Cay yurac tanta, tantam ñaupac carcan: cunanca manam tanta caypi canchu, Dios yayanchicpa cauçac vcunmanmi tanta tucurcan. 4° Calizpi cacri vinom ñaupac carcan, cunanca vino manam chaypi canchu; Christo Iesuspa cauçac yahuarninmi, vino tucurcan. 5° Virgen huacharcan nauidad tutapi, huchanchic raycu, cruzpipas huañurcan, cauçarimpuspa gloriaman cutircan, Pay punim caypi. 6° Chay, ari, huauque, tucuy sonconchichuan, Dios yayanchicta chunca muchaycussun, Christo Iesusmi cay sacramentopi, quiquin Dios tian. 7° Chunca hostiapas, huarancapas captin, manam Diosñinchic raquircaricunchu: huc çapallanmi llapantimpi tian checan Dios Cristo. 8° Achca runapas, hucllapas micuptin, cuscallam micun, chay chicatatacmi, hucpas, achcapas, Cristop aychanmanta llapam chazquicun. 9° Alli runapas, manalli runapas, comulgaspaca, Diosta punim micun: cauçaуpac alli, manallicunari viñay huañuуpac. 10° Huchaçapari comulgassac ñispa, llapa huchanta confessacuchunrac llaquicuchuntac: hina micuspaca quespincatacmi. 11° Cruzpi huañuptin, Dios cayñinca manam ricurircanchu, runa cayñillanmi chaypi muchurcan, checan Dios cayñinca pacascam carcan. 12° Cay hostiapiri manam ricurinchu runa cayñimpas, capac Dios cayñimpas: camca checallan pacasca Dios punim hostiapi canqui. 13° Christianocuna mascahuanca, ñispam Iesus yayanchic hostiapi pacacun: mascassun ari, Christo Diosñinchicta muchaycussuntac. 14° Muchaycuscayqui Apu Iesu Christo, chay hostiamanta cahuarimullahuay: rurahuascayqui huaccha runayquicta quespichihuaytac. 15° Apu Dios campac sancta Virgenmanta pacarimucpac, viñay gloria cachun: capac Yayapac Spiritu sanctopac gloria cachuntac. Amen. | Texto en ortografía moderna 1° Qammi Dios kanki yuraq Hostia Santa, qunqur sayaspam chunka muchaykuyki, uyariwaytaq Apu Jesu Kristo, Dios wakcha kuyaq. 2° Chiqan Dios kaspam runa tukurqanki, Virgen Mariap wawan kaspataqmi, wañusaq ñispa, kay sakramentopi, qiparirqanki. 3° Kay yuraq tanta, tantam ñawpaq karqan: kunanqa manam tanta kaypi kanchu, Dios yayanchikpa kawsaq ukunmanmi tanta tukurqan. 4° Kalispi kaqri vinom ñawpaq karqan, kunanqa vino manam chaypi kanchu; Kristo Jesuspa kawsaq yawarninmi, vino tukurqan. 5° Virgen wacharqan Navidad tutapi, huchanchik rayku, Kruspipas wañurqan, kawsarimpuspa gloriaman kutirqan, Paypunim kaypi. 6° Chay, ari, wawqi, tukuy sunqunchikwan, Dios yayanchikta chunka muchaykusun, Kristo Jesusmi kay sakramentopi, kikin Dios tiyan. 7° Chunka hostiapas, waranqapas kaptin, manam Diosñinchik rakirqarikunchu: huk sapallanmi llapantinpi tiyan chiqan Dios Kristo. 8° Achka runapas, hukllapas mikuptin, kuskallam mikun, chaychikatataqmi, hukpas, achkapas, Kristop aychanmanta llapam chaskikun. 9° Allin runapas, manallin runapas, komulgaspaqa, Diostapunim mikun: kawsaуpaq allin, manallinkunari wiñay wañuуpaq. 10° Huchasapari komulgasaq ñispa, llapa huchanta konfesakuchunraq llakikuchuntaq: hina mikuspaqa qispinqataqmi. 11° Kruspi wañuptin, Dios kayñinqa manam rikurirqanchu, runa kayñillanmi chaypi muchurqan, chiqan Dios kayñinqa pakasqam karqan. 12° Kay hostiapiri manam rikurinchu runa kayñinpas, qapaq Dios kayñinpas: qamqa chiqallan pakasqa Diospunim hostiapi kanki. 13° Kristianokuna maskawanqa, ñispam Jesus yayanchik hostiapi pakakun: maskasun ari, Kristo Diosñinchikta muchaykusuntaq. 14° Muchaykusqayki Apu Jesu Kristo, chay hostiamanta qawarimullaway: rurawasqayki wakcha runaykita qispichiwaytaq. 15° Apu Dios Qampaq Santa Virgenmanta paqarimuqpaq, wiñay gloria kachun: Qapaq Yayapaq Espiritu Santopaq gloria kachuntaq. Amen. | Versión ancashina 1° Kanmi Dios kanki yurag Hostia Santa Gonguricushpan mutsaikushaiki Willarallamay apu Jesucristu (bis) Dios wactza kuyag (bis) 2° Tsekan Dios kaikar runa tukurgaiki Virgen Mariapa wawanmi kanki Wanusha nishpa kay sacramentucho (bis) Quedarirgayki (bis) 3° Kay yurag hostia ñopa tanta kargan kananga manam tsaicho tanta kantzu Cristo Jesuspa kawaj cuerpullanmi (bis) Tanta tukurgan (bis) 4° Calizcho vinu ñopa vinu kargan Kananga manam tsaicho vinu kantzu Cristo Jesuspa kawaj yawarllanmi (bis) Vinu tukurgan (bis) 5° Virgen Mariapa Jesucristu wawan Mutsantsiraykur cruzcho wanullargan Kawarimushpa gloriaman kutishgan Tzaychomi kaykan | Traducción al castellano 1° Tú eres Dios, blanca hostia santa Hincándome de rodillas te daré un beso Para que me escuches señor Jesús Hijo querido de Dios 2° Aquí Dios se hizo pasar como hombre Fue hijo querido de la virgen María Cuando muera, dijo Quedaré en este sacramento 3° Cargando la hostia dijo que es el pan Y ya no hubo pan Porque el cuerpo de Cristo muerto En pan se convirtió 4° Cargó el cáliz de vino Y no hubo vino Porque la sangre de Cristo muerto En vino se convirtió 5° Jesucristo fue hijo de la Virgen María Y lo besó mientras moría en la cruz Cuando murió retorno a la gloria Y es ahí donde permanece. |